# John Nicholas Fazakerley
John Nicholas Fazakerley, né le 7 mars 1787 et mort le 16 juillet 1852 est un homme politique anglais.

## Biographie
Après ses études, il fait son Grand Tour en compagnie de Henry Gally Knight au début des années 1810.
Il est élu whig au Parlement du Royaume-Uni de 1812 à 1820 puis de 1826 à 1841.
Il rencontre Napoléon avec Lord John Russell sur l'île d'Elbe pendant l'hiver 1814,.